# Bingöl

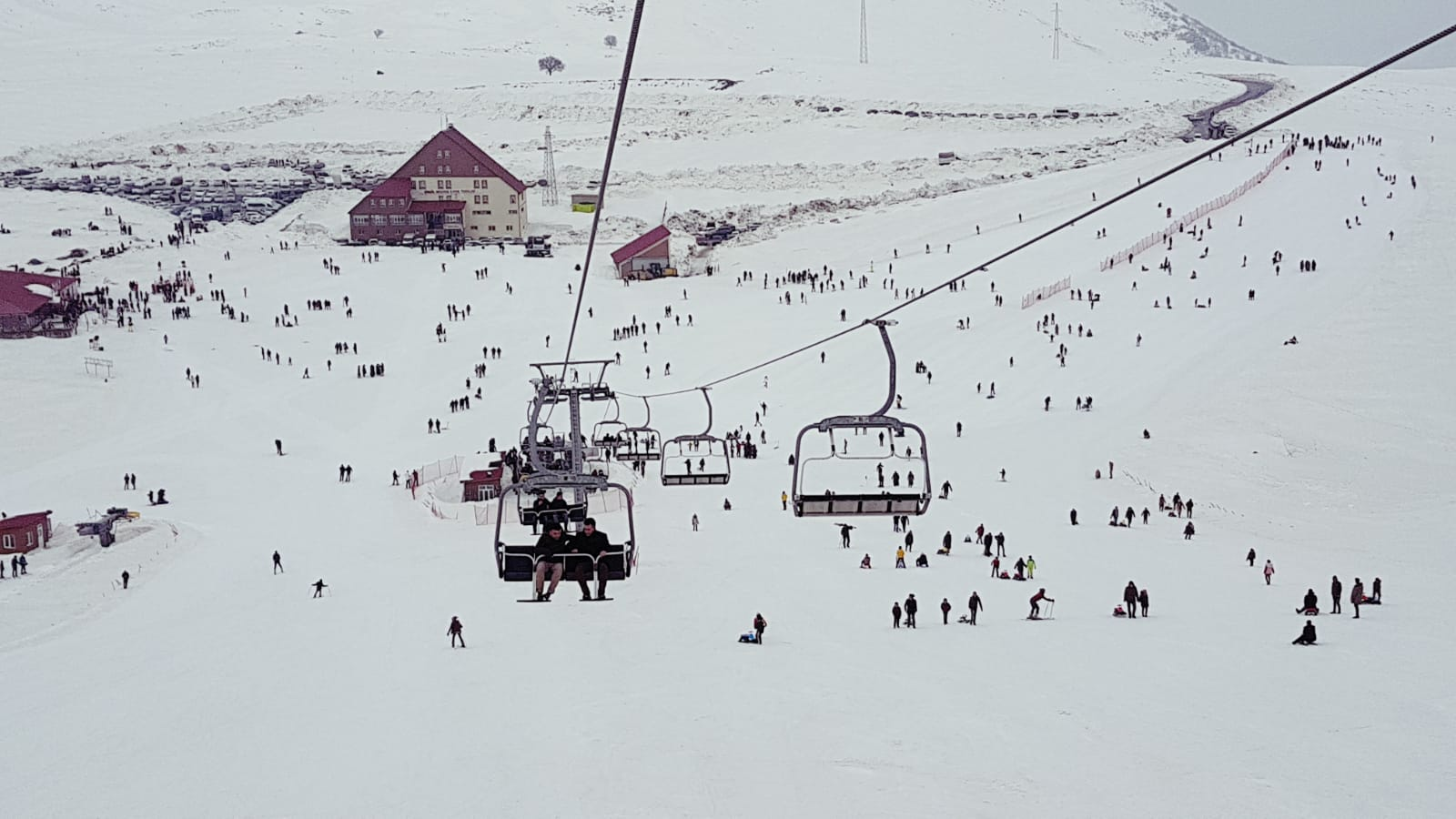
Haserek Skidort i provinsen Bingöl

Bingöl (zazaki:Çolig/Çolik, kurdiska: Çewlîg, armeniska: Ճապաղջուր) är en stad belägen i östra Turkiet, på 1 151 meters höjd över havet. Staden är huvudort i provinsen Bingöl och hade 165 867 invånare i slutet av 2020.
Våren 1971 drabbades Bingöl av en jordbävning med ungefär 1000 dödsoffer. I maj 2003 inträffade en ny jordbävning, med minst 176 dödsoffer.

## Näringsliv
Stadens ekonomi bygger huvudsakligen på jordbruk och djurhållning.